# ヤング案
ヤング案（ヤングあん、Young Plan）は、第一次世界大戦の賠償を緩和する新たな賠償方式で、1924年成立のドーズ案によるドイツの負担をさらに緩和した。ヤング案の発効は世界恐慌へつながった。1932年ローザンヌ会議において、賠償金はさらに今後30億金マルクに減額された。しかし翌年、ナチスによって支払いは一方的に拒否された。
ナチスは第二次世界大戦で敗北したが、戦中の対外債務850-900億ドイツマルクは結局返済されなかった。1953年ロンドン債務協定（London Agreement on German External Debts）が2種類の対外債務を減免した。1933年から支払の滞っていたヤング案賠償金およそ135億ドイツマルク（未払い金利を除く）と、マーシャル・プランの借款162億ドイツマルク（他の欧州諸国へは贈与されていた）であった。これらの合計はロンドン債務協定により143億ドイツマルクに減らされた。ヤング案賠償金の未払い金利は免除され、残存債務の金利負担もかなり軽減された。（フランソワ・シェネ 『不当な債務』 作品社 2017年 229-230頁）
その後、アメリカへの戦債は解消しないままであった。戦後補償を完了するのはドイツ再統一後に利子の支払いを再開してからで、アメリカへの債務は2010年10月3日にようやく終わった。しかし他国への債務はまだ2020年まで残っていた。

## 意義

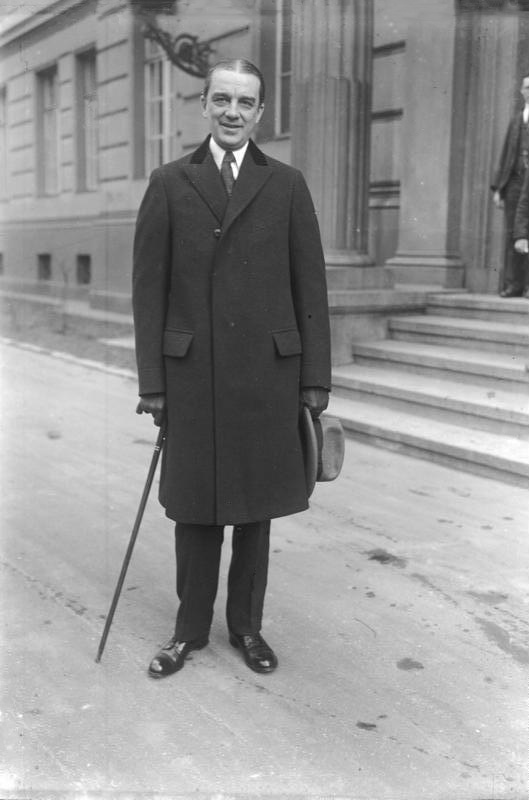
オーウェン・D・ヤング

1929年2月11日にパリで最初のヤング委員会が行われた。ゼネラル・エレクトリック会長オーウェン・D・ヤングを委員長とするこの委員会には森賢吾とトーマス・ラモントがそれぞれ日米の代表として参加した。詰めの交渉は1929年8月と1930年1月にハーグで行われた。ヤング案は1930年5月17日に発効し、1929年9月1日に遡及して適用された。このように遡及できたのは、ヤング案がその時点で発表されていたからである。発表は暗黒の木曜日へ直接的な影響を与えた。なぜなら、欧州の戦勝国が復興のために米国から輸入した支払の相当額は、中央同盟国に対する賠償債権を裏づけとしていたからである。ヴェルサイユ体制が従属させようとしていたバルカン半島の諸国は世界恐慌の兆しを感じて自律を志向するようになり、放置すれば列強各国の利権が交錯する「ヨーロッパの火薬庫」へ逆行する状況となった。日本・イギリス・フランス・イタリア・ベルギーの五カ国は東方賠償問題が二度のハーグ会議においても進展しないことに我慢がならなかった。小協商国三国（ルーマニア・チェコスロバキア・ユーゴスラビア）の争うオプタン・オングロア問題に対して、五カ国が妥協案を示して不服ならばヤング案だけ成立させて引き上げるぞと迫り、また該当紛争の相手方であるハンガリーの落ち度も指摘した。こうして1930年1月会議の終了前夜に徹夜の交渉が行われ、東方賠償問題は進展した。最終日の20日には幾つも協定が成立し、たとえばオーストリアの賠償責任が免除された。

## 内容
ドーズ案で一旦賠償総額は白紙とされていたが、ヤング案においては賠償の残額を358億1400万ライヒスマルクと定めた。ドイツは1988年までの59年間、年賦の形で支払う。毎年ドイツは、利子とドーズ債の元本支払を含めた平均20億5千万ライヒスマルク相当を外貨によって支払う。1930年は17億ライヒスマルクで、その後21億ライヒスマルクとなり、1966年以降は16.5億ライヒスマルクとなる。実際の支払は遅滞した。ローザンヌ会議で賠償債務は減額された。
日本は賠償支払を受ける国の一つであり、ベルギーを舞台にしたスパ会議（1920年7月）の決定により賠償支払のうち0.75％を受け取っていた。ヤング案においても初年度には1250万ライヒスマルクの支払を受ける権利を持っていたが、サンフランシスコ平和条約第8条C項により対独賠償請求を放棄している。なお、スパ会議で決まった各国の分配率は、フランス52％、イギリス22％、イタリア10％、ベルギー8％、ユーゴスラビア5％であった。
賠償の分配機関として国際決済銀行を創設しており、日本銀行は賠償債権国であることを理由に株主と認められた。しかし、このことが後の金解禁へ向けた見えない圧力となった。出資金は日本興業銀行をはじめとして、三井・三菱・安田・住友という旧財閥系の銀行をふくむ14行がほぼ均等に国債を引受けることで調達された。
ドイツ国内ではアルフレート・フーゲンベルク率いる国家人民党、鉄兜団や全国農村連盟、国家社会主義ドイツ労働者党（ナチ党）などは、ヤング案は「ドイツ国民奴隷化法」だと反発して反ヤング案闘争を開始し、ヴェルサイユ条約を否定し、条約に調印した関係者を反逆罪で処罰するという「自由法」の成立を試みた。しかしドイツは合衆国資本で支配されていた。1929年に国民投票が行われた結果、94.5%の圧倒的多数の賛成によりヤング案は批准された。しかし、アドルフ・ヒトラーは国家人民党などと肩を揃える存在として知名度を高め、国民投票に敗北した他の右派政党の失墜と相まって4年後の政権掌握へつながっていく。
恐慌でヴェルサイユ体制は動揺。1934年2月にバルカン友好同盟（トルコ・ギリシャ・ルーマニア・ユーゴスラビア）が組織された。アレクサンダル1世とルイ・バルトゥー暗殺事件が起こり、フランスがパウル・ファン・ゼーラントを介してアメリカへ接近していった。

## 進展
オプタン・オングロア問題（Conflit des optants hongrois）とは、おおよそ次のようなものである。第一次世界大戦後、東欧諸国は土地再分配のため農地改革を行った。ルーマニアでの元地主に対する収用補償額は農地法が地価の1％しか認めなかった。そこでハンガリーがトリアノン条約を根拠に公正な補償額を払うよう主張した。ルーマニアは内外人平等の原則を理由に、両国混合仲裁裁判所で争った。この紛争は解決されないまま、二度のハーグ会議にも託され、しかし膠着状態にあった。
そこで例の五カ国が三項目の妥協案を示した。
東方賠償問題の進展により1930年1月20日に成立した協定を列挙する。オーストリアの賠償債務を免除するものは既に書いた。ブルガリアとの協定は次節に譲る。チェコスロバキアとの協定も成立した。債権国間の取極およびハンガリー関係諸問題に関する仮協定も署名された。この仮協定は、ハンガリーの賠償問題とオプタン・オングロア問題の解決を大綱として定めたものである。後日パリで専門委員会が大綱を修正・具体化、4月28日確定案文を作成、関係国代表の署名を得た（前掲書12頁）。

## 協定
1930年1月ハーグで行われた会議で、ボリス3世のブルガリアが連合国と協定し、同年に恐慌の憂き目を見た。協定は同月20日付で14条と最終条項から成る。オスマン債務管理局にさかのぼり、または関係する債権債務関係を整理した。協定原本は一通で、フランスが批准書と寄託調書の認証謄本を署名国へ一通ずつ送っている。1936年10月7日付で原嘉道が日本語訳を中央大学に寄贈しており、現在も同大学に所蔵されている。文言に国際決済銀行が登場するので、この協定はヤング案と不可分である。